# Achelois
Achelois je jméno několika postav řecké mytologie:
- Achelois (řecky: Ἀχελωίς – ta která smyje bolest) je nižší řecká měsíční bohyně. Často byla příjemcem obětí nařízených Dodónskou věštírnou
- Achelois je příjmení Sirén, dcer boha Achelóose
- Achelois je hlavní jméno vodních nymf